# Marcelino, pan y vino
Marcelino Pão e Vinho é um filme espanhol de 1955 dirigido por Ladislao Vajda, baseado no famoso livro de mesmo nome escrito por José María Sánchez Silva. 

## Sinopse
Um frade franciscano conta para uma menina doente a lenda de Marcelino, um bebê que foi deixado na porta do mosteiro e criado pelos religiosos. Após frustradas tentativas de entregá-lo para adoção, acaba sendo criado pelos doze frades franciscanos. Marcelino cresce fazendo travessuras e levando todos no convento à loucura com sua desobediência e imaginação; mediante a solidão e a falta de crianças de sua idade para brincar, se diverte inventando apelidos para os frades, cria um amigo imaginário chamado Manuel, inventa histórias inacreditáveis. Uma das histórias que relata, porém, desafia a curiosidade dos religiosos, que a resolvem conferir pessoalmente, constatando com surpresa o divino poder da inocência, e Marcelino se torna o protagonista de um milagre que marcará para sempre o vilarejo espanhol onde ocorre a história.    

## Histórico do filme
- O filme foi reconhecido nos mais importantes festivais de cinema do mundo e foi um grande sucesso popular ao redor do mundo, arrebatando grandes bilheterias e levando multidões às salas de cinema da época, inclusive no Brasil.[2]

- A história foi adaptada para desenho animado em 26 episódios, que no Brasil foram exibidos pelo SBT no programa Bom Dia & Cia.